# Eva Mückstein
Eva Mückstein (* 7. Dezember 1958 in Baden, Niederösterreich) ist eine österreichische Politikerin (GRÜNE). Sie war von Oktober 2013 bis November 2017 Abgeordnete zum österreichischen Nationalrat.

## Leben
Eva Mückstein besuchte bis 1973 das Realgymnasium in Berndorf und später die Handelsakademie in Baden bei Wien, wo sie im Jahr 1978 die Matura ablegte. Im Anschluss inskribierte sie an der Universität Wien, an der sie bis 1985 Psychologie studierte. Der Titel ihrer Dissertation im Jahr 1985 lautete Informationsverarbeitungsstörung im Bereich der Vorstellung als zentrale Störung des Autismus. Eine vgl. Unters. d. Verarb. v. Informationen aus Geschichten zwischen autistischen und nichtautistischen Kindern.
Seit 1987 arbeitet Eva Mückstein als Psychotherapeutin und Gesundheitspsychologin. Seit 1991 leitet sie eine eigene Praxis in Bad Vöslau. Im Jahr 2000 wurde sie zur Vizepräsidentin des Österreichischen Bundesverbands für Psychotherapie (ÖBVP) gewählt, dem im Jahr 2007 die Wahl zur Präsidentin folgen sollte.
2010 schließlich ging sie in die Politik, als sie für die GRÜNEN in den Gemeinderat von Bad Vöslau einzog. Sie war ab 2010 Ortgruppensprecherin, von 2010 bis 2015 Gemeinderätin und ist seit 2015 Stadträtin mit den Schwerpunkten Bauen, Raumordnung und Verkehr.
Am 29. Oktober 2013 wurde sie als Nationalratsabgeordnete angelobt und hielt dieses Amt bis zum 8. November 2017.
Eva Mückstein ist mit Heinz Mückstein verheiratet. Ihre Tochter ist die Filmregisseurin Katharina Mückstein, zu ihren drei erwachsenen Stiefkindern aus der ersten Ehe ihres Mannes gehört der Arzt Wolfgang Mückstein, der von April 2021 bis März 2022 Bundesminister für Soziales, Gesundheit, Pflege und Konsumentenschutz war.